# Riddaren och jungfrun

Skiss på Nationalmuseum från 1894.

Riddaren och jungfrun är en målning från 1897 av den svenske målaren Richard Bergh. Den föreställer en man i riddarrustning som håller om en ung kvinna på ett fält fullt av vissna maskrosor.
Ulf Linde har tolkat målningen som en kommentar till förhållandet mellan liv och död, uttryckt med maskrosbollarna som symbol. Den kom till under Berghs tid i Varberg och båda modellerna var varbergsbor. Den kvinnliga modellen var den 17-åriga Anna Friberg som stod modell två timmar om dagen i ett års tid för 75 öre i timmen. Den manliga modellen var järnvägsmannen Johan Wilhelm Pettersson.
Målningen finns på Thielska galleriet i Stockholm. En skiss från 1894 finns på Nationalmuseum.